# Nederland op de Olympische Winterspelen 1956
Nederland nam deel aan de Olympische Winterspelen 1956 in Cortina d'Ampezzo, Italië. Bij de vijfde deelname werd geen enkele medaille behaald. Van de acht deelnemers was Kees Broekman de eerste Nederlandse winterolympiër die voor de derde keer deelnam.

## Deelnemers en resultaten

### Kunstrijden
| Olympiër         | Discipline | Resultaat | Prestatie                                                                          |
| ---------------- | ---------- | --------- | ---------------------------------------------------------------------------------- |
| Sjoukje Dijkstra | vrouwen    | 12e       | rm: 10x13 (12-12-13-12-13-11-13-16-13-12-13; pc/11: 140,0) totaalpunten: 1603,80   |
| Joan Haanappel   | vrouwen    | 13e       | rm: 10x14 (14-13,5-12-14-16-14-14-13-12-12-10; pc/11: 145,5) totaalpunten: 1604,36 |

### Schaatsen
| Olympiër (deelname) | Discipline   | Resultaat | Prestatie         |
| ------------------- | ------------ | --------- | ----------------- |
| Gerard Maarse       | 500 m (m)    | 22e       | 43,1 (-2,9)       |
| Gerard Maarse       | 1500 m (m)   | 11e       | 2.13,1 (-4,5)     |
| Gerard Maarse       | 5000 m (m)   | 18e       | 8.11,1 (-22,4)    |
| Kees Broekman       | 500 m (m)    | 37e       | 44,2 (-4,0)       |
| Kees Broekman       | 1500 m (m)   | 14e       | 2.13,2 (-4,6)     |
| Kees Broekman       | 5000 m (m)   | 4e        | 8.00,2 (-11,5)    |
| Kees Broekman       | 10.000 m (m) | 5e        | 16.51,2 (-15,3)   |
| Wim de Graaff       | 500 m (m)    | 43e       | 44,9 (-4,7)       |
| Wim de Graaff       | 1500 m (m)   | 11e       | 2.13,1 (-4,5)     |
| Wim de Graaff       | 5000 m (m)   | 4e        | 8.00,2 (-11,5)    |
| Wim de Graaff       | 10.000 m (m) | 18e       | 17.21,6 (-45,7)   |
| Nico Olsthoorn      | 1500 m (m)   | 49e       | 2.22,6 (-14,0)    |
| Jeen van den Berg   | 5000 m (m)   | 24e       | 8.19,1 (-30,4)    |
| Egbert van 't Oever | 10.000 m (m) | 20e       | 17.37,7 (-1.01,8) |

Australië · België · Bolivia · Bulgarije · Canada · Chili · Duits eenheidsteam · Finland · Frankrijk · Griekenland · Groot-Brittannië · Hongarije · IJsland · Iran · Italië · Japan · Joegoslavië · Libanon · Liechtenstein · Nederland · Noorwegen · Oostenrijk · Polen · Roemenië ·  Sovjet-Unie · Spanje · Tsjecho-Slowakije · Turkije · Verenigde Staten · Zuid-Korea · Zweden · Zwitserland